# 1328
Portal Geschichte | Portal Biografien | Aktuelle Ereignisse | Jahreskalender | Tagesartikel

◄ |
13. Jahrhundert |
14. Jahrhundert
| 15. Jahrhundert | ►

◄ |
1290er |
1300er |
1310er |
1320er
| 1330er | 1340er | 1350er | ►

◄◄ |
◄ |
1324 |
1325 |
1326 |
1327 |
1328
| 1329 | 1330 | 1331 | 1332 | ► | ►►
Staatsoberhäupter  · Nekrolog
| Januar | Januar | Januar | Januar | Januar | Januar | Januar | Januar |
| Kw     | Mo     | Di     | Mi     | Do     | Fr     | Sa     | So     |
| ------ | ------ | ------ | ------ | ------ | ------ | ------ | ------ |
| 53     |        |        |        |        | 1      | 2      | 3      |
| 1      | 4      | 5      | 6      | 7      | 8      | 9      | 10     |
| 2      | 11     | 12     | 13     | 14     | 15     | 16     | 17     |
| 3      | 18     | 19     | 20     | 21     | 22     | 23     | 24     |
| 4      | 25     | 26     | 27     | 28     | 29     | 30     | 31     |

| Februar | Februar | Februar | Februar | Februar | Februar | Februar | Februar |
| Kw      | Mo      | Di      | Mi      | Do      | Fr      | Sa      | So      |
| ------- | ------- | ------- | ------- | ------- | ------- | ------- | ------- |
| 5       | 1       | 2       | 3       | 4       | 5       | 6       | 7       |
| 6       | 8       | 9       | 10      | 11      | 12      | 13      | 14      |
| 7       | 15      | 16      | 17      | 18      | 19      | 20      | 21      |
| 8       | 22      | 23      | 24      | 25      | 26      | 27      | 28      |
| 9       | 29      |         |         |         |         |         |         |

| März | März | März | März | März | März | März | März |
| Kw   | Mo   | Di   | Mi   | Do   | Fr   | Sa   | So   |
| ---- | ---- | ---- | ---- | ---- | ---- | ---- | ---- |
| 9    |      | 1    | 2    | 3    | 4    | 5    | 6    |
| 10   | 7    | 8    | 9    | 10   | 11   | 12   | 13   |
| 11   | 14   | 15   | 16   | 17   | 18   | 19   | 20   |
| 12   | 21   | 22   | 23   | 24   | 25   | 26   | 27   |
| 13   | 28   | 29   | 30   | 31   |      |      |      |

| April | April | April | April | April | April | April | April |
| Kw    | Mo    | Di    | Mi    | Do    | Fr    | Sa    | So    |
| ----- | ----- | ----- | ----- | ----- | ----- | ----- | ----- |
| 13    |       |       |       |       | 1     | 2     | 3     |
| 14    | 4     | 5     | 6     | 7     | 8     | 9     | 10    |
| 15    | 11    | 12    | 13    | 14    | 15    | 16    | 17    |
| 16    | 18    | 19    | 20    | 21    | 22    | 23    | 24    |
| 17    | 25    | 26    | 27    | 28    | 29    | 30    |       |

| Mai | Mai | Mai | Mai | Mai | Mai | Mai | Mai |
| Kw  | Mo  | Di  | Mi  | Do  | Fr  | Sa  | So  |
| --- | --- | --- | --- | --- | --- | --- | --- |
| 17  |     |     |     |     |     |     | 1   |
| 18  | 2   | 3   | 4   | 5   | 6   | 7   | 8   |
| 19  | 9   | 10  | 11  | 12  | 13  | 14  | 15  |
| 20  | 16  | 17  | 18  | 19  | 20  | 21  | 22  |
| 21  | 23  | 24  | 25  | 26  | 27  | 28  | 29  |
| 22  | 30  | 31  |     |     |     |     |     |

| Juni | Juni | Juni | Juni | Juni | Juni | Juni | Juni |
| Kw   | Mo   | Di   | Mi   | Do   | Fr   | Sa   | So   |
| ---- | ---- | ---- | ---- | ---- | ---- | ---- | ---- |
| 22   |      |      | 1    | 2    | 3    | 4    | 5    |
| 23   | 6    | 7    | 8    | 9    | 10   | 11   | 12   |
| 24   | 13   | 14   | 15   | 16   | 17   | 18   | 19   |
| 25   | 20   | 21   | 22   | 23   | 24   | 25   | 26   |
| 26   | 27   | 28   | 29   | 30   |      |      |      |

| Juli | Juli | Juli | Juli | Juli | Juli | Juli | Juli |
| Kw   | Mo   | Di   | Mi   | Do   | Fr   | Sa   | So   |
| ---- | ---- | ---- | ---- | ---- | ---- | ---- | ---- |
| 26   |      |      |      |      | 1    | 2    | 3    |
| 27   | 4    | 5    | 6    | 7    | 8    | 9    | 10   |
| 28   | 11   | 12   | 13   | 14   | 15   | 16   | 17   |
| 29   | 18   | 19   | 20   | 21   | 22   | 23   | 24   |
| 30   | 25   | 26   | 27   | 28   | 29   | 30   | 31   |

| August | August | August | August | August | August | August | August |
| Kw     | Mo     | Di     | Mi     | Do     | Fr     | Sa     | So     |
| ------ | ------ | ------ | ------ | ------ | ------ | ------ | ------ |
| 31     | 1      | 2      | 3      | 4      | 5      | 6      | 7      |
| 32     | 8      | 9      | 10     | 11     | 12     | 13     | 14     |
| 33     | 15     | 16     | 17     | 18     | 19     | 20     | 21     |
| 34     | 22     | 23     | 24     | 25     | 26     | 27     | 28     |
| 35     | 29     | 30     | 31     |        |        |        |        |

| September | September | September | September | September | September | September | September |
| Kw        | Mo        | Di        | Mi        | Do        | Fr        | Sa        | So        |
| --------- | --------- | --------- | --------- | --------- | --------- | --------- | --------- |
| 35        |           |           |           | 1         | 2         | 3         | 4         |
| 36        | 5         | 6         | 7         | 8         | 9         | 10        | 11        |
| 37        | 12        | 13        | 14        | 15        | 16        | 17        | 18        |
| 38        | 19        | 20        | 21        | 22        | 23        | 24        | 25        |
| 39        | 26        | 27        | 28        | 29        | 30        |           |           |

| Oktober | Oktober | Oktober | Oktober | Oktober | Oktober | Oktober | Oktober |
| Kw      | Mo      | Di      | Mi      | Do      | Fr      | Sa      | So      |
| ------- | ------- | ------- | ------- | ------- | ------- | ------- | ------- |
| 39      |         |         |         |         |         | 1       | 2       |
| 40      | 3       | 4       | 5       | 6       | 7       | 8       | 9       |
| 41      | 10      | 11      | 12      | 13      | 14      | 15      | 16      |
| 42      | 17      | 18      | 19      | 20      | 21      | 22      | 23      |
| 43      | 24      | 25      | 26      | 27      | 28      | 29      | 30      |
| 44      | 31      |         |         |         |         |         |         |

| November | November | November | November | November | November | November | November |
| Kw       | Mo       | Di       | Mi       | Do       | Fr       | Sa       | So       |
| -------- | -------- | -------- | -------- | -------- | -------- | -------- | -------- |
| 44       |          | 1        | 2        | 3        | 4        | 5        | 6        |
| 45       | 7        | 8        | 9        | 10       | 11       | 12       | 13       |
| 46       | 14       | 15       | 16       | 17       | 18       | 19       | 20       |
| 47       | 21       | 22       | 23       | 24       | 25       | 26       | 27       |
| 48       | 28       | 29       | 30       |          |          |          |          |

| Dezember | Dezember | Dezember | Dezember | Dezember | Dezember | Dezember | Dezember |
| Kw       | Mo       | Di       | Mi       | Do       | Fr       | Sa       | So       |
| -------- | -------- | -------- | -------- | -------- | -------- | -------- | -------- |
| 48       |          |          |          | 1        | 2        | 3        | 4        |
| 49       | 5        | 6        | 7        | 8        | 9        | 10       | 11       |
| 50       | 12       | 13       | 14       | 15       | 16       | 17       | 18       |
| 51       | 19       | 20       | 21       | 22       | 23       | 24       | 25       |
| 52       | 26       | 27       | 28       | 29       | 30       | 31       |          |

| Januar | Januar | Januar | Januar | Januar | Januar | Januar | Januar |
| Kw     | Mo     | Di     | Mi     | Do     | Fr     | Sa     | So     |
| ------ | ------ | ------ | ------ | ------ | ------ | ------ | ------ |
| 53     |        |        |        |        | 1      | 2      | 3      |
| 1      | 4      | 5      | 6      | 7      | 8      | 9      | 10     |
| 2      | 11     | 12     | 13     | 14     | 15     | 16     | 17     |
| 3      | 18     | 19     | 20     | 21     | 22     | 23     | 24     |
| 4      | 25     | 26     | 27     | 28     | 29     | 30     | 31     |

| Februar | Februar | Februar | Februar | Februar | Februar | Februar | Februar |
| Kw      | Mo      | Di      | Mi      | Do      | Fr      | Sa      | So      |
| ------- | ------- | ------- | ------- | ------- | ------- | ------- | ------- |
| 5       | 1       | 2       | 3       | 4       | 5       | 6       | 7       |
| 6       | 8       | 9       | 10      | 11      | 12      | 13      | 14      |
| 7       | 15      | 16      | 17      | 18      | 19      | 20      | 21      |
| 8       | 22      | 23      | 24      | 25      | 26      | 27      | 28      |
| 9       | 29      |         |         |         |         |         |         |

| März | März | März | März | März | März | März | März |
| Kw   | Mo   | Di   | Mi   | Do   | Fr   | Sa   | So   |
| ---- | ---- | ---- | ---- | ---- | ---- | ---- | ---- |
| 9    |      | 1    | 2    | 3    | 4    | 5    | 6    |
| 10   | 7    | 8    | 9    | 10   | 11   | 12   | 13   |
| 11   | 14   | 15   | 16   | 17   | 18   | 19   | 20   |
| 12   | 21   | 22   | 23   | 24   | 25   | 26   | 27   |
| 13   | 28   | 29   | 30   | 31   |      |      |      |

| April | April | April | April | April | April | April | April |
| Kw    | Mo    | Di    | Mi    | Do    | Fr    | Sa    | So    |
| ----- | ----- | ----- | ----- | ----- | ----- | ----- | ----- |
| 13    |       |       |       |       | 1     | 2     | 3     |
| 14    | 4     | 5     | 6     | 7     | 8     | 9     | 10    |
| 15    | 11    | 12    | 13    | 14    | 15    | 16    | 17    |
| 16    | 18    | 19    | 20    | 21    | 22    | 23    | 24    |
| 17    | 25    | 26    | 27    | 28    | 29    | 30    |       |

| Mai | Mai | Mai | Mai | Mai | Mai | Mai | Mai |
| Kw  | Mo  | Di  | Mi  | Do  | Fr  | Sa  | So  |
| --- | --- | --- | --- | --- | --- | --- | --- |
| 17  |     |     |     |     |     |     | 1   |
| 18  | 2   | 3   | 4   | 5   | 6   | 7   | 8   |
| 19  | 9   | 10  | 11  | 12  | 13  | 14  | 15  |
| 20  | 16  | 17  | 18  | 19  | 20  | 21  | 22  |
| 21  | 23  | 24  | 25  | 26  | 27  | 28  | 29  |
| 22  | 30  | 31  |     |     |     |     |     |

| Juni | Juni | Juni | Juni | Juni | Juni | Juni | Juni |
| Kw   | Mo   | Di   | Mi   | Do   | Fr   | Sa   | So   |
| ---- | ---- | ---- | ---- | ---- | ---- | ---- | ---- |
| 22   |      |      | 1    | 2    | 3    | 4    | 5    |
| 23   | 6    | 7    | 8    | 9    | 10   | 11   | 12   |
| 24   | 13   | 14   | 15   | 16   | 17   | 18   | 19   |
| 25   | 20   | 21   | 22   | 23   | 24   | 25   | 26   |
| 26   | 27   | 28   | 29   | 30   |      |      |      |

| Juli | Juli | Juli | Juli | Juli | Juli | Juli | Juli |
| Kw   | Mo   | Di   | Mi   | Do   | Fr   | Sa   | So   |
| ---- | ---- | ---- | ---- | ---- | ---- | ---- | ---- |
| 26   |      |      |      |      | 1    | 2    | 3    |
| 27   | 4    | 5    | 6    | 7    | 8    | 9    | 10   |
| 28   | 11   | 12   | 13   | 14   | 15   | 16   | 17   |
| 29   | 18   | 19   | 20   | 21   | 22   | 23   | 24   |
| 30   | 25   | 26   | 27   | 28   | 29   | 30   | 31   |

| August | August | August | August | August | August | August | August |
| Kw     | Mo     | Di     | Mi     | Do     | Fr     | Sa     | So     |
| ------ | ------ | ------ | ------ | ------ | ------ | ------ | ------ |
| 31     | 1      | 2      | 3      | 4      | 5      | 6      | 7      |
| 32     | 8      | 9      | 10     | 11     | 12     | 13     | 14     |
| 33     | 15     | 16     | 17     | 18     | 19     | 20     | 21     |
| 34     | 22     | 23     | 24     | 25     | 26     | 27     | 28     |
| 35     | 29     | 30     | 31     |        |        |        |        |

| September | September | September | September | September | September | September | September |
| Kw        | Mo        | Di        | Mi        | Do        | Fr        | Sa        | So        |
| --------- | --------- | --------- | --------- | --------- | --------- | --------- | --------- |
| 35        |           |           |           | 1         | 2         | 3         | 4         |
| 36        | 5         | 6         | 7         | 8         | 9         | 10        | 11        |
| 37        | 12        | 13        | 14        | 15        | 16        | 17        | 18        |
| 38        | 19        | 20        | 21        | 22        | 23        | 24        | 25        |
| 39        | 26        | 27        | 28        | 29        | 30        |           |           |

| Oktober | Oktober | Oktober | Oktober | Oktober | Oktober | Oktober | Oktober |
| Kw      | Mo      | Di      | Mi      | Do      | Fr      | Sa      | So      |
| ------- | ------- | ------- | ------- | ------- | ------- | ------- | ------- |
| 39      |         |         |         |         |         | 1       | 2       |
| 40      | 3       | 4       | 5       | 6       | 7       | 8       | 9       |
| 41      | 10      | 11      | 12      | 13      | 14      | 15      | 16      |
| 42      | 17      | 18      | 19      | 20      | 21      | 22      | 23      |
| 43      | 24      | 25      | 26      | 27      | 28      | 29      | 30      |
| 44      | 31      |         |         |         |         |         |         |

| November | November | November | November | November | November | November | November |
| Kw       | Mo       | Di       | Mi       | Do       | Fr       | Sa       | So       |
| -------- | -------- | -------- | -------- | -------- | -------- | -------- | -------- |
| 44       |          | 1        | 2        | 3        | 4        | 5        | 6        |
| 45       | 7        | 8        | 9        | 10       | 11       | 12       | 13       |
| 46       | 14       | 15       | 16       | 17       | 18       | 19       | 20       |
| 47       | 21       | 22       | 23       | 24       | 25       | 26       | 27       |
| 48       | 28       | 29       | 30       |          |          |          |          |

| Dezember | Dezember | Dezember | Dezember | Dezember | Dezember | Dezember | Dezember |
| Kw       | Mo       | Di       | Mi       | Do       | Fr       | Sa       | So       |
| -------- | -------- | -------- | -------- | -------- | -------- | -------- | -------- |
| 48       |          |          |          | 1        | 2        | 3        | 4        |
| 49       | 5        | 6        | 7        | 8        | 9        | 10       | 11       |
| 50       | 12       | 13       | 14       | 15       | 16       | 17       | 18       |
| 51       | 19       | 20       | 21       | 22       | 23       | 24       | 25       |
| 52       | 26       | 27       | 28       | 29       | 30       | 31       |          |

## Ereignisse

### Politik und Weltgeschehen

#### Papst und Kaiserreich

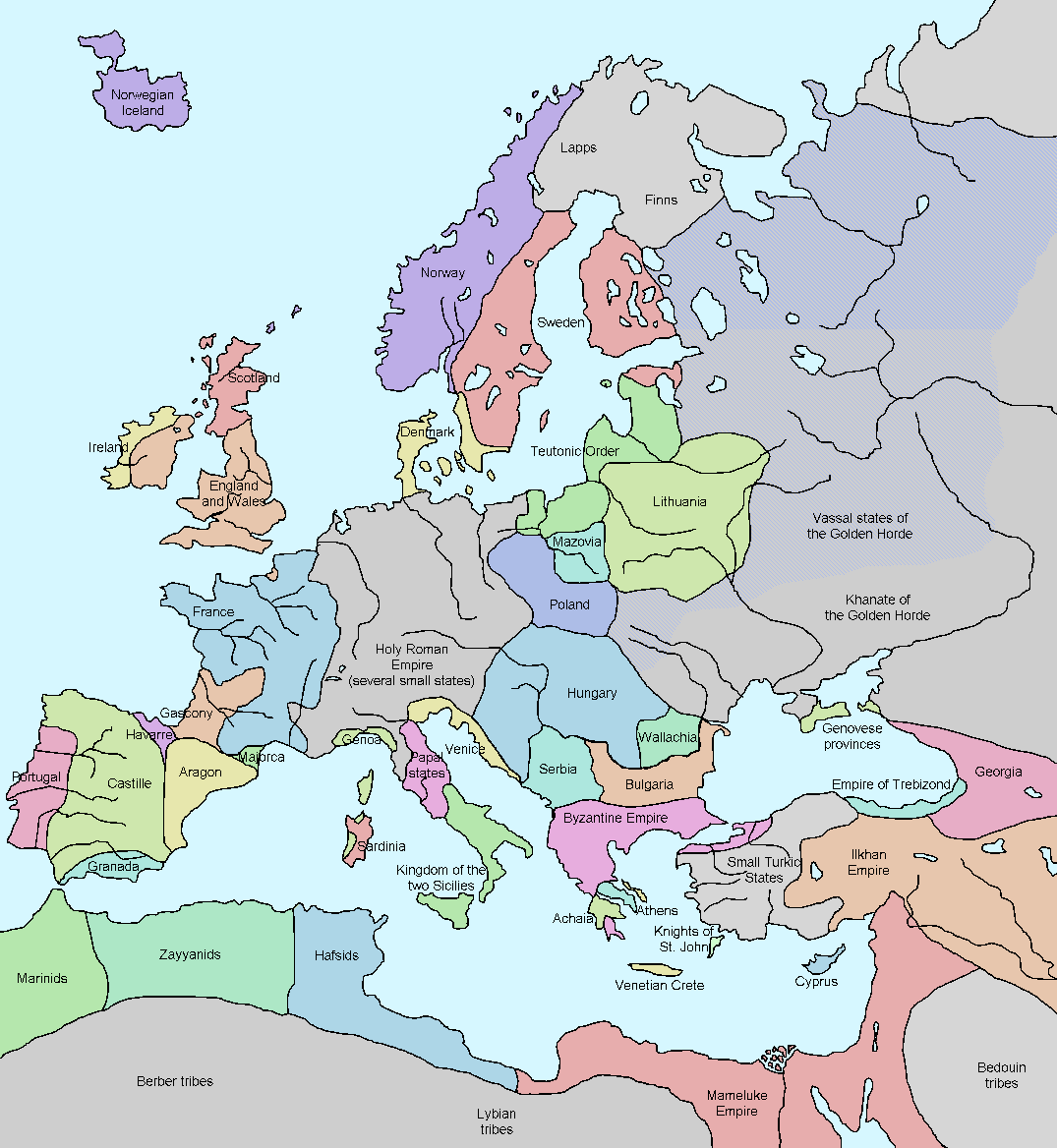
Europa 1328

- 17. Januar: Ludwig IV., der Bayer lässt sich, beraten von Marsilius von Padua, zum ersten Mal in der römisch-deutschen Kaisergeschichte nicht vom Papst, sondern von Vertretern des römischen Volkes zum Kaiser krönen.
- 21. Januar: Papst Johannes XXII. ruft in Avignon zum Heiligen Kreuzzug gegen den römisch-deutschen Kaiser Ludwig IV. auf.
- 26. Februar: Johannes XXII. nennt Marsilius von Padua und Johann von Jandun „Bestien, hervorgegangen aus den Abgründen des Satans und aus dem Schwefelpfuhl der Hölle“.
- 18. April: Kaiser Ludwig der Bayer erklärt in Rom den in Avignon residierenden Papst Johannes XXII. für abgesetzt.
- 12. Mai: Das Volk in Rom wählt auf Betreiben Kaiser Ludwigs des Bayern den Franziskaner Pietro Rainalducci als Nikolaus V. zum Gegenpapst.
- 26. Mai: Michael von Cesena (Generalminister der Franziskaner), Bonagratia von Bergamo und Wilhelm von Ockham gelangen nach der Flucht aus der Inquisitionshaft in Avignon zu Ludwig IV. nach Pisa.
- 6. Juni: Die drei geflohenen franziskanischen „Ketzer“ werden von Johannes XXII. exkommuniziert.

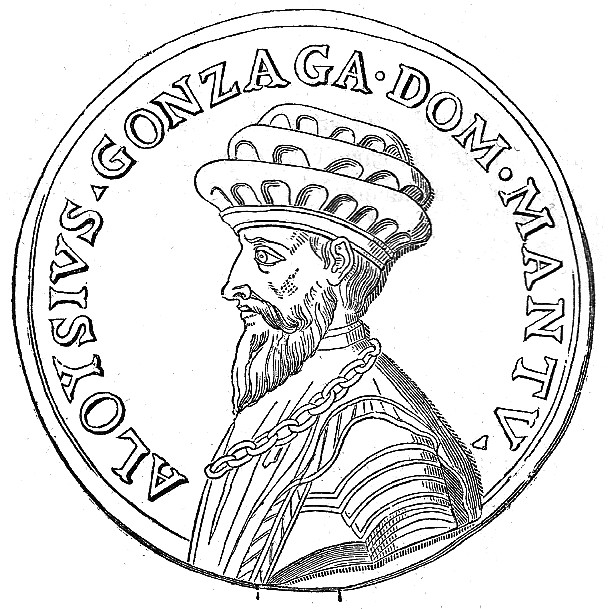
Luigi I. Gonzaga

- 16. August: In einem von seinem bisherigen Verbündeten Luigi Gonzaga mit Unterstützung von Cangrande I. della Scala von Verona entfachten Volksaufstand wird Rinaldo dei Bonacolsi, Stadtherr von Mantua, erschlagen. Seine Nachkommen werden gefangen genommen und im Hungerturm des Castel d'Ario eingekerkert, wo sie verhungern. Um einer allfälligen Intervention von Cangrande I. della Scala zuvorzukommen, lässt sich Luigi Gonzaga am 26. August vom Großen Rat von Mantua zum „Capitano Generale“ der Gemeinde und des Volkes von Mantua wählen, um so seine Machtergreifung legitimieren zu lassen. Am 11. November erhält er die Bestätigung als kaiserlicher Vikar von Mantua. Das Geschlecht der Gonzaga wird die Stadt für fast vier Jahrhunderte beherrschen.
- München wird unter Kaiser Ludwig dem Bayern vorübergehend kaiserliche Residenz. Es wird so zur ersten Residenzstadt des Reiches, in der sich der Kaiser tatsächlich auch lange Zeit seiner Regierung aufhält.

#### Frankreich
- 1. Februar: Das Haus der Kapetinger erlischt mit dem Tod von König Karl IV. von Frankreich und Navarra, da seine schwangere Ehefrau Johanna von Évreux am 1. April „nur“ eine Tochter zur Welt bringt. Der von den Pairs zum Regenten gewählte Philipp von Valois, Cousin ersten Grades zum verstorbenen König, lässt sich sofort nach der Geburt zum König proklamieren. Karls Nichte Johanna II. wird Königin von Navarra, wo sie gemeinsam mit ihrem Gatten Philipp von Évreux regiert.

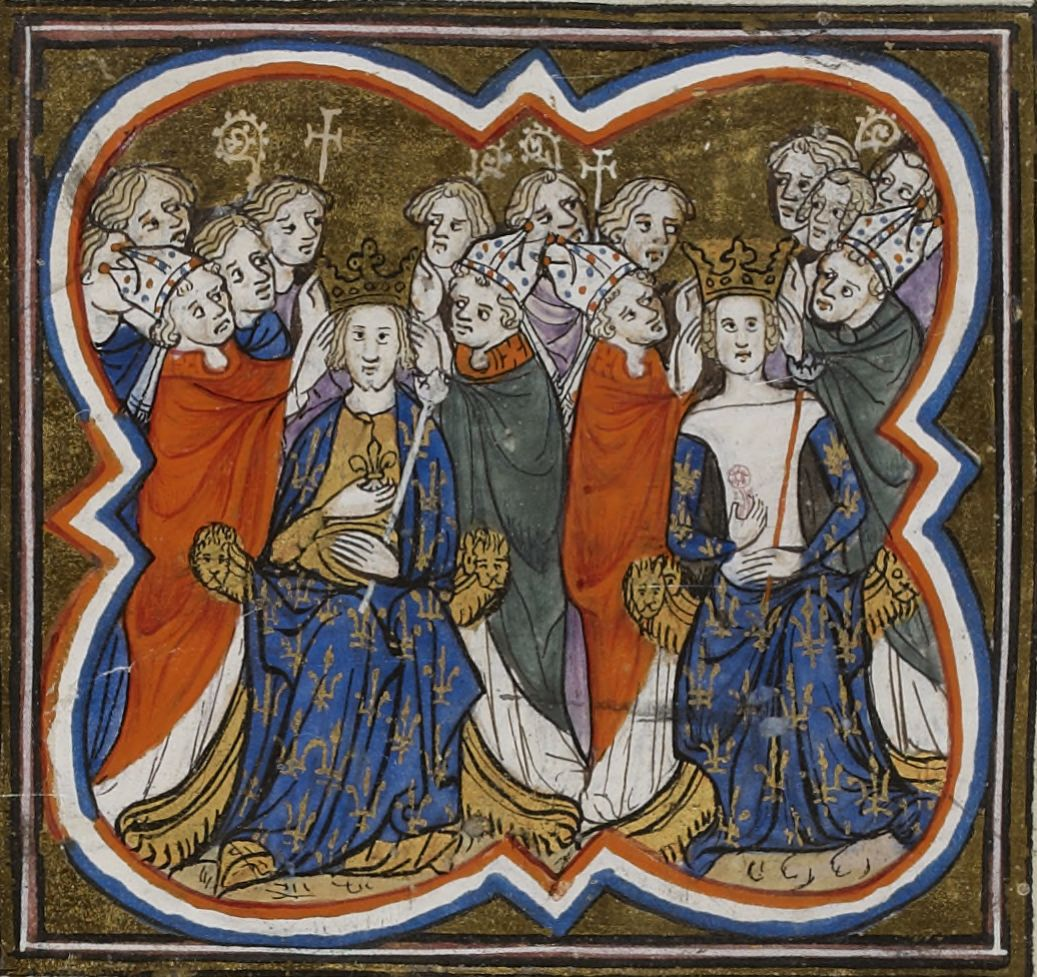
Die Krönung Philipps VI. und seiner Frau Johanna von Burgund

- 29. Mai: Philipp VI. aus dem Haus Valois wird gemeinsam mit seiner Frau Johanna von Burgund in der Kathedrale von Reims als König und Königin von Frankreich gekrönt. Doch auch der englische König Edward III., der im gleichen Jahr Philippa von Hennegau ehelicht, erhebt als Enkel Philipps IV. Anspruch auf den französischen Thron.
- 23. August: In der Schlacht von Cassel werden aufständische Flamen von einem französischen Heer besiegt. Die Grafschaft Flandern gerät in der Folge unter Kontrolle des Königreichs Frankreich.

#### England/Schottland
- 17. März/3. Mai: Im Abkommen von Edinburgh und Northampton bestätigen die englische Königin Isabella und ihr Geliebter Roger Mortimer die Unabhängigkeit Schottlands und seines Königs Robert the Bruce.

#### Osteuropa
- Usbek Khan, Herrscher der Goldenen Horde, entzieht Alexander Michailowitsch die Großfürstenwürde von Wladimir und vergibt sie an Iwan I. Danilowitsch von Moskau und Alexander Wassiljewitsch von Susdal gemeinsam.
- Johann von Luxemburg, König von Böhmen, Markgraf von Mähren, Graf von Luxemburg und Titularkönig von Polen, greift in den Konflikt zwischen dem Deutschen Orden und dem polnischen König Władysław I. Ellenlang auf Seiten des Ordens ein und beteiligt sich an Feldzügen des Ordens gegen das Großfürstentum Litauen.

#### Asien

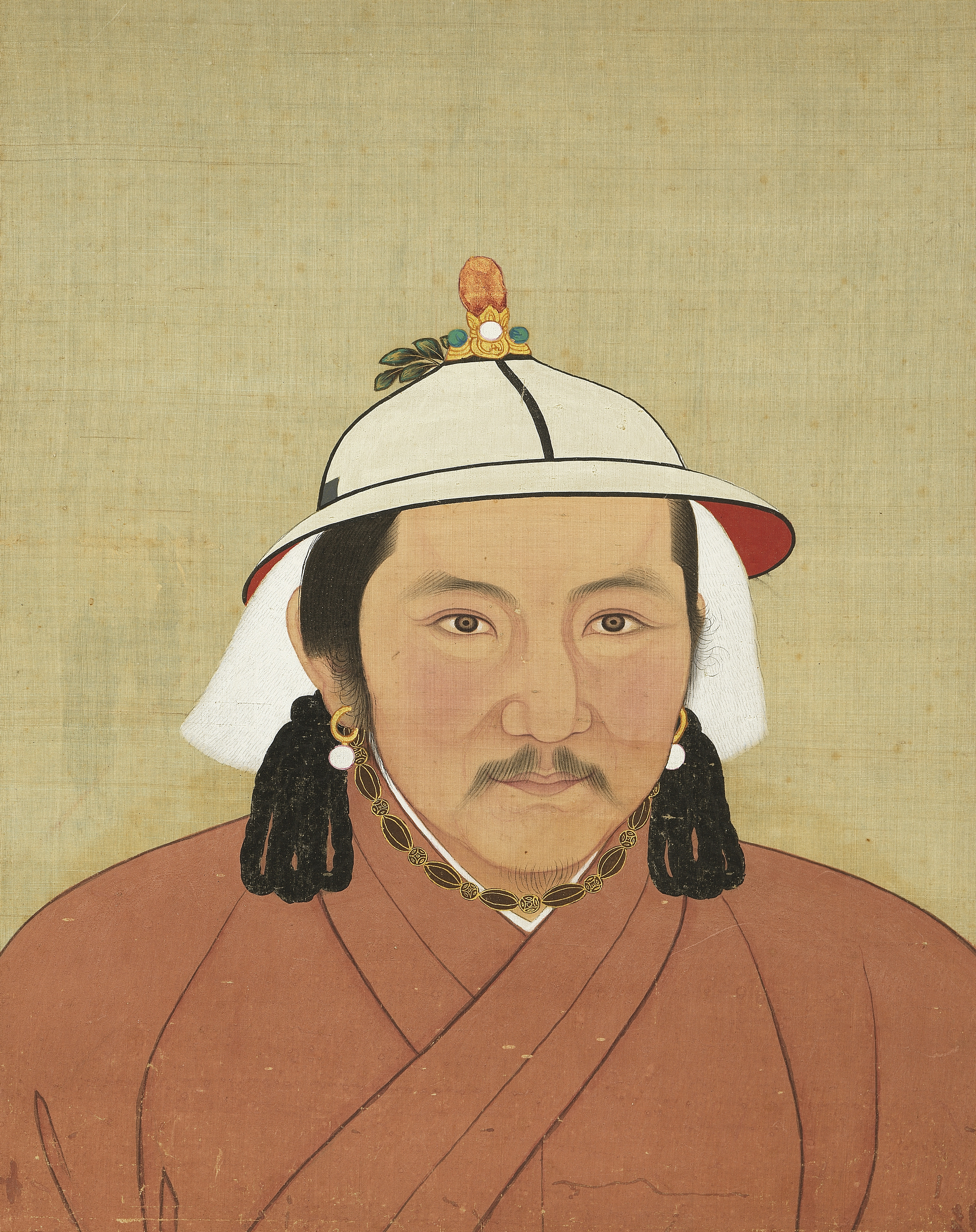
Toqa Timur

Der chinesische Kaiser Yesun Timur Khan aus der mongolischen Yuan-Dynastie stirbt am 15. August überraschend in seiner Residenzstadt Shangdu. Der einflussreiche moslemische Feldherr Dawlat Shah ruft daraufhin den achtjährigen Kronprinzen Arigaba zum neuen Kaiser aus. Der überraschende Tod des alten Khan führt jedoch zu einem Aufstand der herrschenden Clans. Diese sind unzufrieden damit, dass Yesun Timur Khan alle Macht auf seine Favoriten, insbesondere auf den Muslim Dawlat Shah konzentriert hat. Binnen weniger Tage unternimmt El Temür, Stadtkommandant von Dadu, einen Staatsstreich und fordert die Erhebung von Toqa Timur, einem Sohn des früheren Kaisers Külüq Khan, zum neuen Khan. Dieser wird noch im August freundlich in Dadu aufgenommen. Qoshila, ein weiterer Sohn Külüqs, erhebt ebenfalls Anspruch auf den chinesischen Thron.
Arigabas Armee führt einen Feldzug gegen Dadu, erleidet jedoch eine vernichtende Niederlage gegen El Temürs Truppen. Daraufhin unternimmt General Örüg Temür die Belagerung Shangdus und nimmt die Stadt für den neuen Khan Toqa Timur ein. Dawlat Shah wird nach der Kapitulation hingerichtet, das Schicksal des jungen Khan Arigaba ist unbekannt. In der Zwischenzeit rückt Qoshila auf Karakorum vor.

### Wirtschaft
- Beginn der Groschenprägung in Deutschland in Wipperfürth mit Privileg Ludwigs des Bayern
- In München wird die Augustiner-Brauerei gegründet, die damit älteste aller bestehenden Münchner Brauereien.

## Geboren

### Geburtsdatum gesichert
- 7. Mai: Ludwig VI., Herzog von (Ober-)Bayern, als Ludwig II. Markgraf und erster Kurfürst von Brandenburg († 1364/1365)

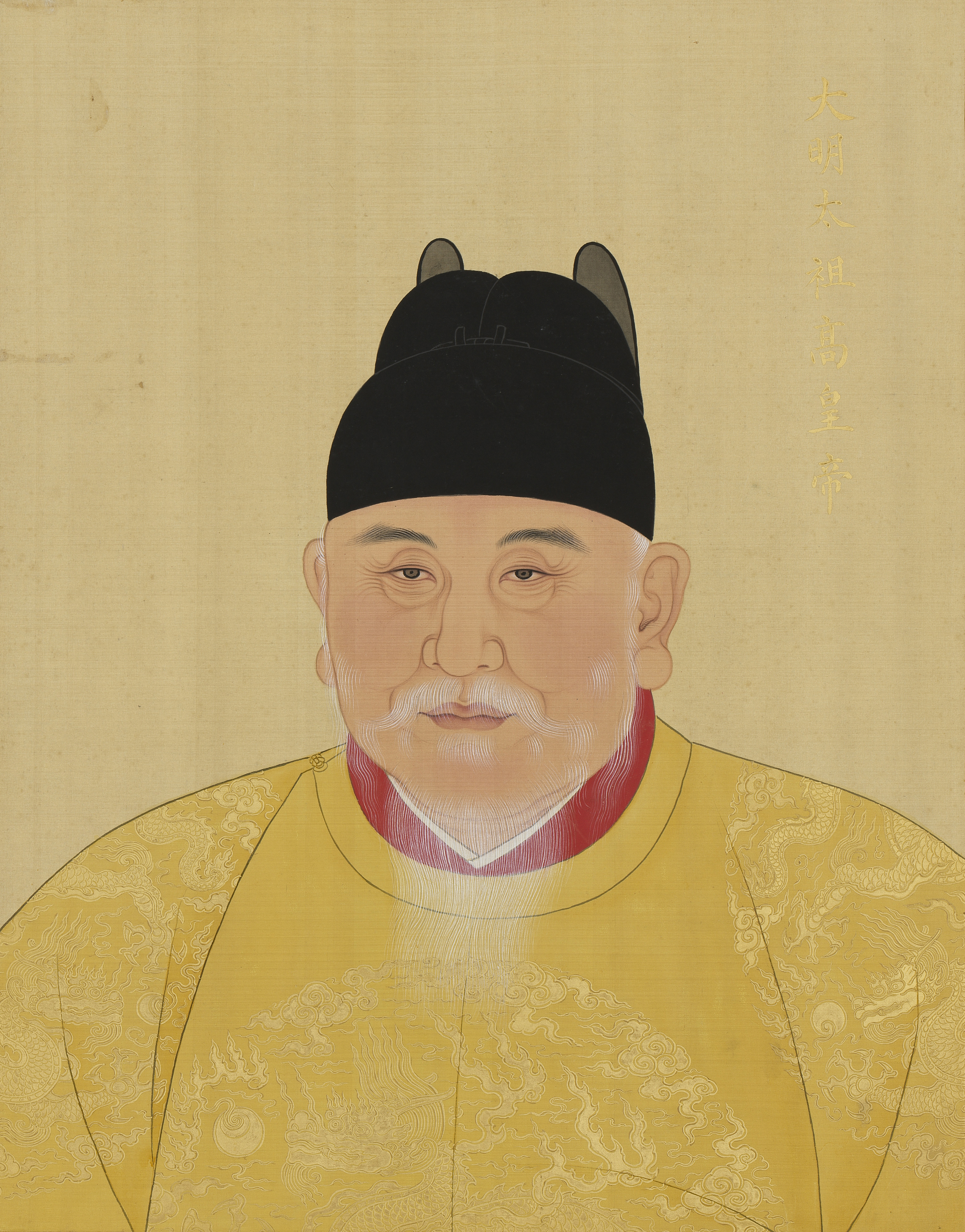
Hongwu

- 21. September: Hongwu, chinesischer Kaiser, Begründer der Ming-Dynastie († 1398)
- 29. September: Joan of Kent, englische Adlige († 1385)
- 9. Oktober: Peter I., König von Zypern († 1369)
- 11. November: Roger Mortimer, englischer Adeliger und Heerführer († 1360)

### Genaues Geburtsdatum unbekannt
- Heinrich Eger von Kalkar, deutscher kartäusischer Mystiker und Choraltheoretiker († 1408)
- Go-Murakami, Kaiser von Japan († 1368)
- Leopold II. von Habsburg, österreichischer Adeliger († 1344)

### Geboren um 1328
- Nicholas Audley, englischer Adeliger († 1391)

## Gestorben

### Januar bis Juli
- 17. Januar: Otto I., Landgraf von Hessen (* um 1272)

Grab Karls IV. in Saint-Denis

- 1. Februar: Karl IV., König von Frankreich (* 1294)
- 9. März: David Martin, walisischer Bischof
- 1. April: Heinrich II. von Sternberg, Fürstbischof von Bamberg
- 14. April: Friedrich Sunder, Klosterkaplan im Dominikanerinnenkloster Engelthal (* 1254)
- 20. April: Emich von Leiningen, Bischof von Speyer
- 6. Mai: Robert Fitzwalter, englischer Adeliger (* um 1297)
- 20. Mai: William de Lamberton, Bischof von St Andrews und Guardian of Scotland
- 18. Juli: Engelbert II. von der Mark, Graf von der Mark und Aremberg
- 24. Juli: Isabella von Kastilien, Infantin von Kastilien, Königin von Aragón und Herzogin der Bretagne (*  1283)
- 29. Juli: Gerhard V., Graf von Jülich

### August bis Dezember
- 6. August: Galeazzo I. Visconti, Regent von Mailand (* 1277)
- 15. August: Yesun Timur Khan, mongolischer Kaiser der chinesischen Yuan-Dynastie (* 1276)
- 16. August: Rinaldo dei Bonacolsi, italienischer Lokalherrscher (* 1278)
- 23. August: Friedrich IV., Herzog von Lothringen (* 1282)
- 23. August: Nicolaas Zannekin, flämischer Händler, Abenteurer und Anführer des Karlsaufstands von 1325 bis 1328
- 3. September: Castruccio Castracani, Condottiere (* 1281)
- 9. September: Matthias von Buchegg, Erzbischof von Mainz und Reichserzkanzler
- 26. September: Ibn Taimiya, islamischer Theologe und Rechtsgelehrter der (neo)-hanbalitischen Rechtsschule (* 1263)
- 12./13. Oktober: Klementine von Ungarn, Königin von Frankreich und Navarra und Gräfin der Champagne (* 1293)
- 15. Oktober: Robert de Holand, englischer Adeliger (* um 1283)
- 25. Oktober: Jean de Cherchemont, Kanzler von Frankreich
- 6. November: Johann I. von Straßburg, Kanzler von König Albrecht I., Bischof von Eichstätt und Straßburg
- 9. November: Karl, Herzog von Kalabrien (* 1298)
- 16. November: Hisaaki, japanischer Shogun (* 1276)
- 28. November: Jordan, Bischof von Ermland
- 31. Dezember: Giovanni Soranzo, Doge von Venedig (* 1245)

### Genaues Todesdatum unbekannt
- verm. 28. Januar: Meister Eckhart, deutscher Dominikaner, Prediger und Theologe (* um 1260)
- April: Otton de Grandson, Ritter und Freund Edward I. von England (* um 1238)
- nach dem 15. August: Arigaba, mongolischer Kaiser der chinesischen Yuan-Dynastie (* 1320)
- vor dem 27. August: Roger Mortimer, englischer Ritter (* 1305/1306)
- September: Johann von Jandun, Philosoph, Theologe und politischer Theoretiker (* um 1285)
- Ende 1328: Henri de la Tour-du-Pin, Bischof von Metz (* 1296)
- Guido Farnese, Bischof von Orvieto
- Johann, Graf von Nassau-Dillenburg
- Johannes von Montecorvino, italienischer Soldat, Arzt, Richter, Mönch, Missionar und Bischof (* 1246)
- Otto IV., Graf von Ravensberg (* um 1276)
- Pierre de Rémy, Schatzmeister von Karl IV.
- Sadok Seli Soltan, erster urkundlich bekannter türkischer Deutscher (* um 1270)
- Baiamonte Tiepolo, Enkel des Dogen Lorenzo Tiepolo und Urenkel des Dogen Jacopo Tiepolo
- Nicholas Trivet, anglo-normannischer Chronist und Dominikaner (* um 1258)

### Gestorben um 1328
- Boleslaus, Herzog des oberschlesischen Herzogtums Beuthen (* um 1280)